# Juicy Fruit

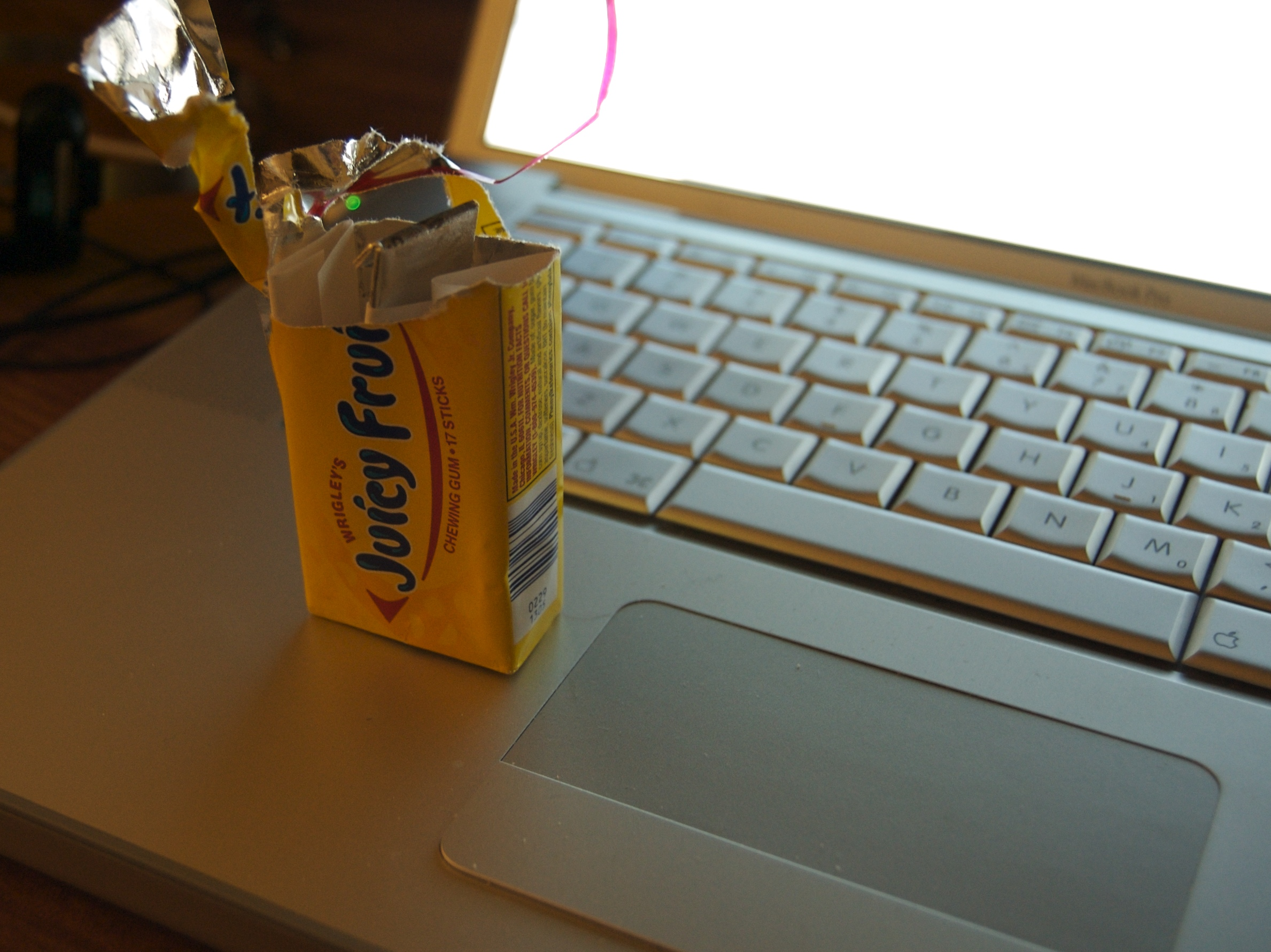
Сучасна упаковка Juicy Fruit

Juicy Fruit  — фруктова жувальна гумка компанії Wrigley.

## Історія
Juicy Fruit була випущена в 1893 в США. 1915 року Вільям Ріглі для розкрутки своїх жувальних гумок організував рекламну акцію, розіславши всім абонентам телефонної книги США по три пластинки жуйок. У період другої світової війни, через брак смол для інгредієнтів, компанія вирішила припинити продаж жуйки для цивільного населення, жуйка продавалася лише для Збройних сил до 1944 року, для решти на період війни Wrigley's випускала спеціальну «військову» версію, яка робилася з менш якісних інгредієнтів. З 1944 по 1946 випускалася лише військова версія жуйок Wrigley's.
До 2004 мала єдиний різновид, після чого додалося ще шість. У СРСР до перебудови жуйка Wrigley's не продавалася, але радянські моряки, котрі відвідували європейські країни, нерідко поверталися додому, привозячи кілька упаковок жуйок Wrigley's.
Останнім часом в Україні у продажу практично не зустрічається (інші жувальні гумки  Wrigley's залишаються в продажу — Spearmint та Doublemint).

## NASCAR

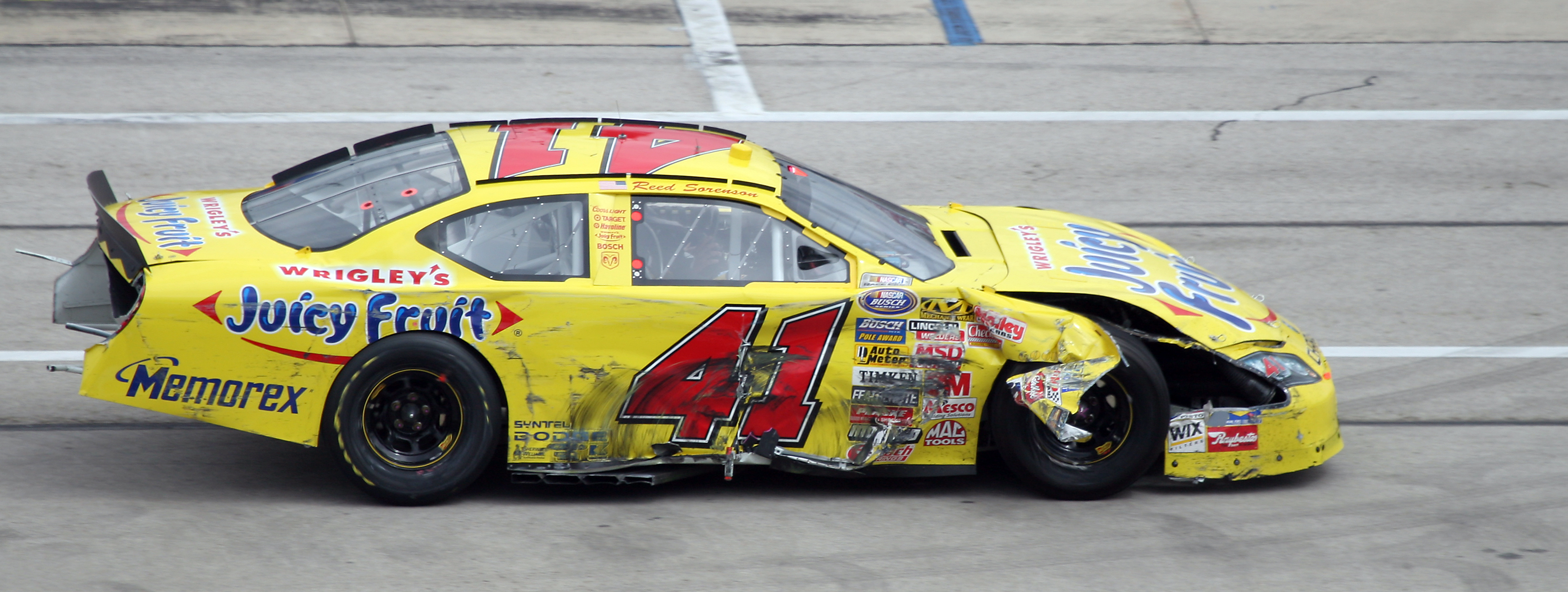
Логотип Juicy Fruit на машині команди Juicy Fruit Dodge в гоночної серії NASCAR

Бренд Juicy Fruit є титульним спонсором NASCAR команди Juicy Fruit Dodge.